# Kalsubai
El Kalsubai es la montaña más alta de los Sahyadris (o Ghats occidentales) en el estado de Maharastra (India).
Para alcanzar la cumbre hay varias rutas de viaje y caminos para recorrer con bestias. La ruta principal comienza del pueblo de Bari, que está aproximadamente a 6 kilómetros de Bhandardara. Para llegar a Bari, uno tiene que viajar a Igatpuri sobre la ruta Mumbai-Nasik. De Igatpuri se toma a primera hora de la mañana el tren a Pune.
Por lo general toma tres horas para llegar a la cima de Bari. Después de salir de Bari, se encuentra una corriente de agua. Unos minutos antes de cruzar la corriente, se ubica un templo. La ruta de este templo lleva directamente a la cumbre. 
A lo largo de esta ruta hay tres escalas de hierro. Cerca de la última escala de hierro hay una fuente de agua, pero no es potable y no se debe beber. En el resto de la ruta no es posible hallar agua, por lo que se deben llenar botellas (o cantimploras) en Bari. Esta es una excursión fácil, pero en algunos sitios las paredes son bastante escarpadas.
En la cumbre hay un pequeño templo, que puede acomodar solamente a tres personas. Los remansos infinitamente extendidos de Bhandardara atraen la atención desde la cima. Al norte de las montañas se pueden ver las fortalezas de Ramsej, Harihar, Brahmagiri, Anjaneri, Ghargad, Bahula, Tringalwadi y Kavnai. Hacia el este se puede descubrir Aundha, Vishramgad y Bitangad; al oeste Alang, Madan, Kulang y Ratangad (al suroeste) y Pabhargad; y hacia el sur, Ghanchakkar y Harishchandragad.

## Galería de fotos

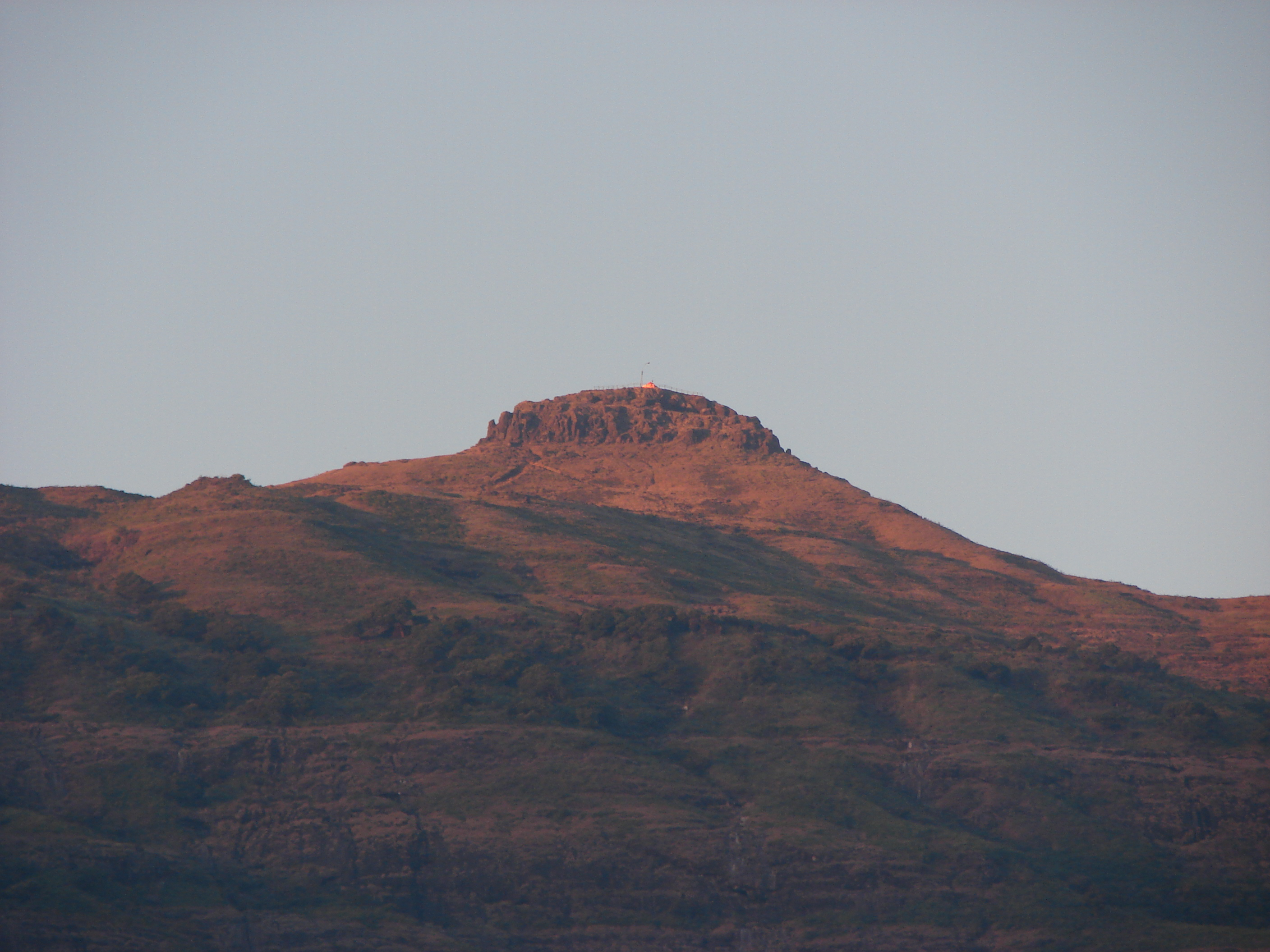
El monte Kalasubai.
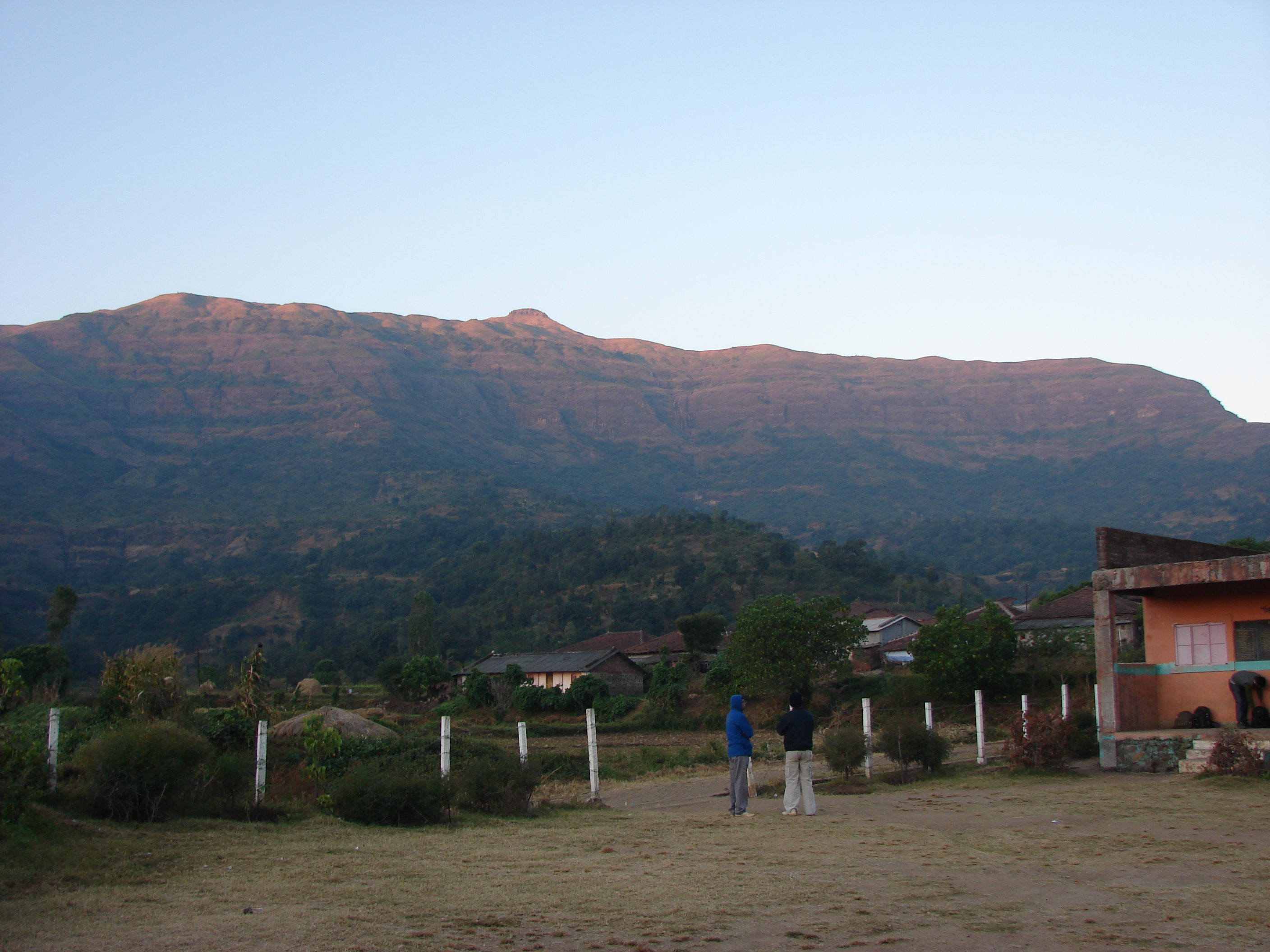
Kalasubai debe la base.
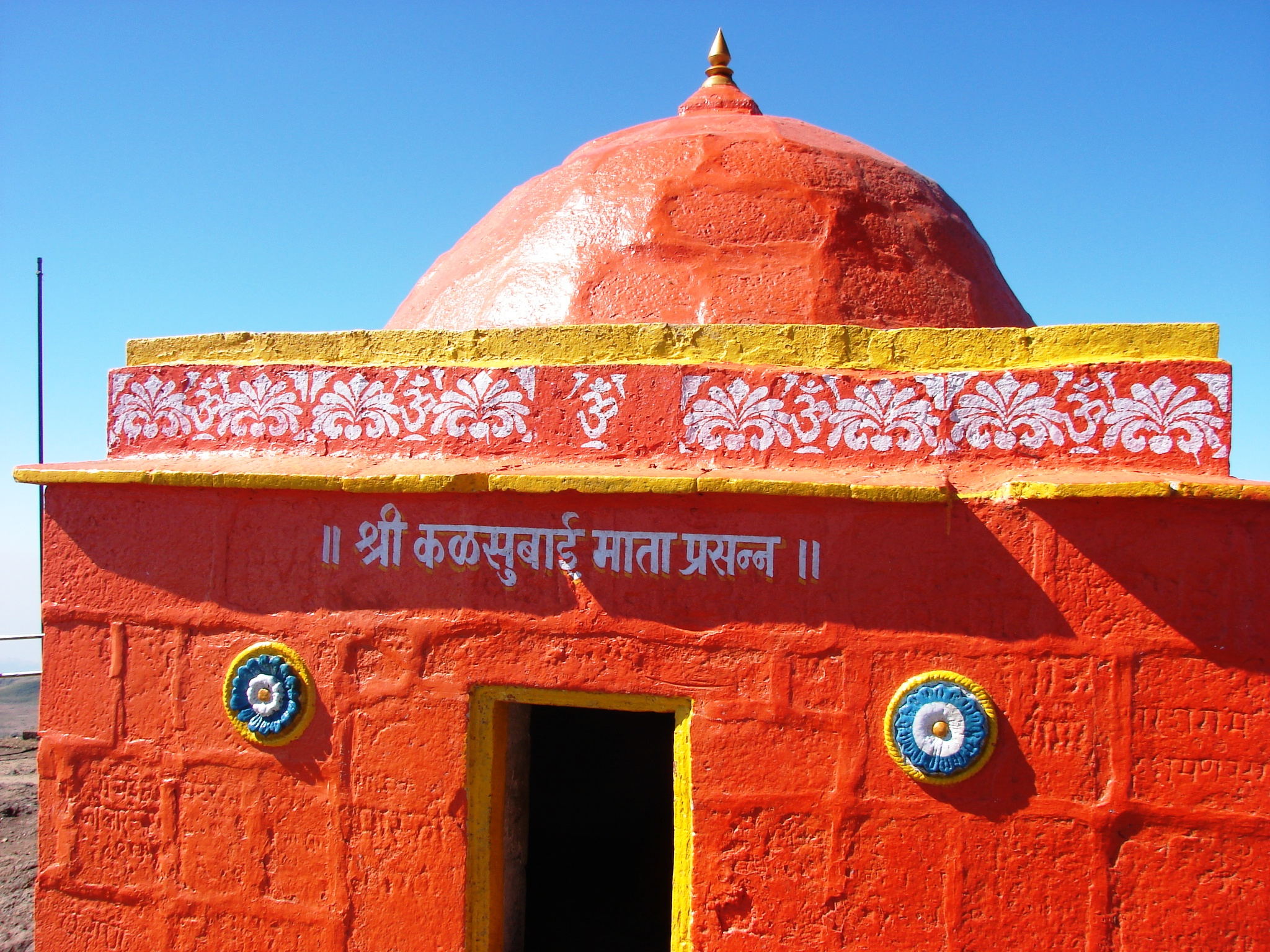
Templo en la cima del monte Kalasubai.
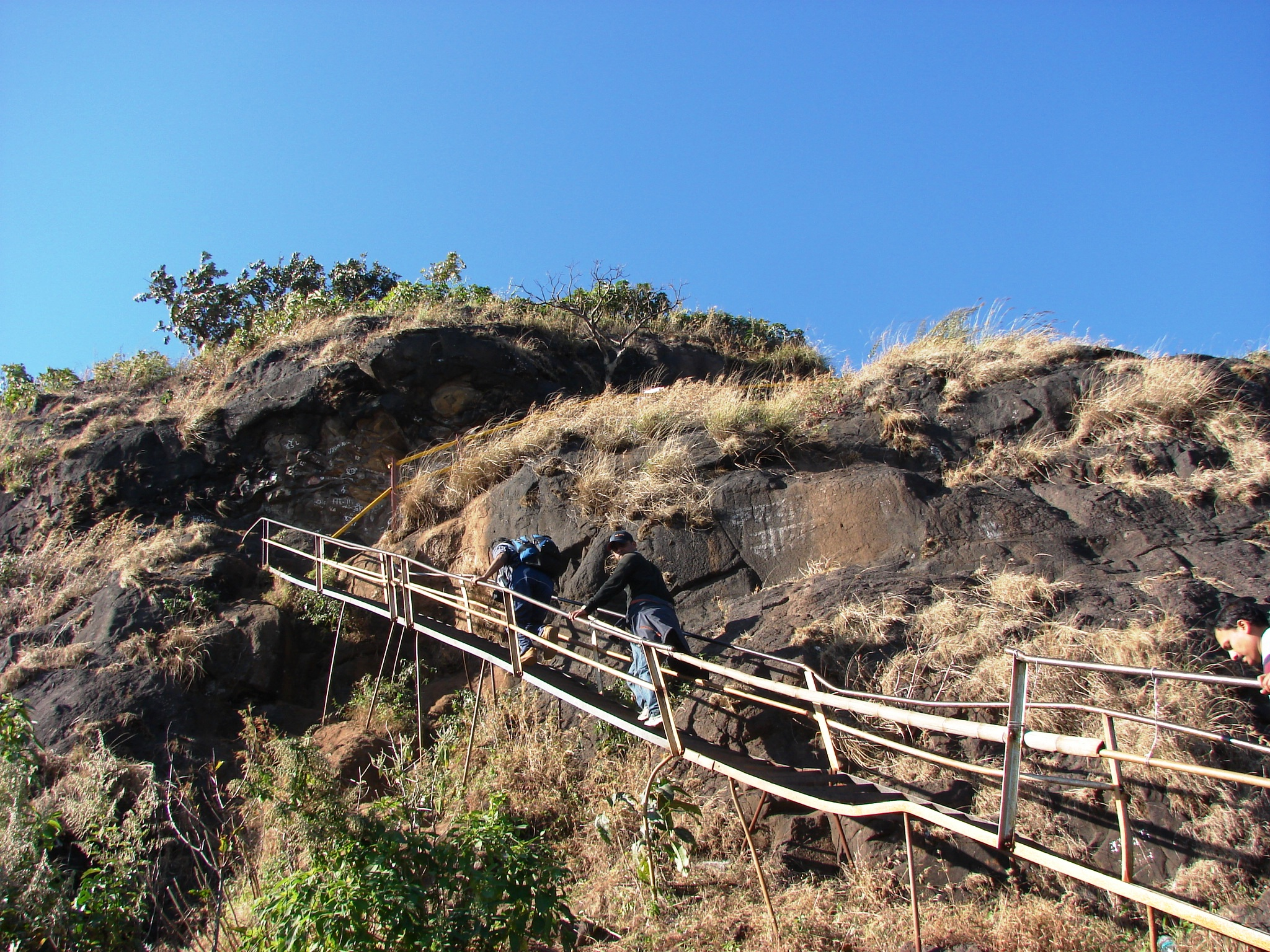
Pasos para alcanzar la cima del Kalasubai.

- Datos: Q3629166
- Multimedia: Kalsubai / Q3629166